# 德力姬蛙
德力姬蛙（学名：Microhyla inornata）为姬蛙科姬蛙属的两栖动物。分布于安达曼群岛和东南亚各地，包括台湾岛以及中国大陆的云南等地。该物种的模式产地在印尼苏门答腊Deli。